# António Correia
António Correia (São Pedro de France, 21 de julho de 1895 — Vila da Feira, 1961), capitão de Artilharia do Exército Português e pioneiro da aviação militar em Portugal, que se distinguiu como resistente antifascista e escritor.

## Biografia
Nasceu em São Pedro de France, Viseu, filho de Maria Lucinda Lemos e de Henrique Martins Correia. Cursou o ensino secundário no Liceu Nacional de Viseu e inscreveu-se no curso de Direito da Universidade de Coimbra, mas com o dealbar da Primeira Guerra Mundial abandonou os estudos logo no 1.º ano e alistou-se como voluntário no Regimento de Artilharia de Viseu (Regimento de Artilharia n.º 7). Integrou o Corpo Expedicionário Português enviado para a guerra em França, sendo recrutado para obter, no Reino Unido, o diploma de piloto-aviador de combate. Esta passagem da Artilharia para a aviação fez de António Correia um dos pioneiros da aviação militar portuguesa. 
Contudo, um acidente de aviação ocorrido em Torres Novas, quando voava com Ribeiro da Fonseca, obrigou ao seu regresso à Arma de Artilharia, numa unidade militar aquartelada em Amarante, sendo o capitão mais novo, ao tempo, do Exército Português e na Arma de Artilharia. Pouco depois passou à situação de reserva naquele posto, fixando-se em Viseu.
Radicado em Viseu, depois de desligado da aviação e da Artilharia, revelou-se um republicano de consequente acção democrática, tendo sido um dos mentores da criação de uma Universidade Livre em Viseu, na qual também leccionou. Também em Viseu fundou o jornal local República, que dirigiu e onde escrevia. Conviveu e colaborou, neste período, com os seareiros Raul Proença e Câmara Reys e com Francisco de Almeida Moreira, o fundador do Museu Grão Vasco.
Em plena Segunda Guerra Mundial, em 1941 endereçou uma carta ao embaixador britânico em Portugal onde afirmava o apoio dos republicanos de Viseu à causa dos Aliados e censurava a posição equívoca do governo de Oliveira Salazar. A polícia política teve conhecimento da missiva e António Correia foi preso a 11 de janeiro de 1942 e enviado para a Prisão do Aljube, em Lisboa.
Como era militar, seguiu para a Casa de Reclusão da Trafaria a 19 do mesmo mês de janeiro de 1941, mas foi prontamente demitido do Exército por despacho de Fernando dos Santos Costa, ao tempo o Ministro da Guerra, sendo transferido, a 8 de julho do mesmo ano, de volta para o Aljube, já na situação de civil. A 28 de julho foi transferido para a Prisão de Caxias e a 5 de agosto embarcou para o Campo de Concentração do Tarrafal, em Cabo Verde, onde permaneceu até 27 de janeiro de 1944, data em que embarcou com destino a Lisboa.
Regressado a Portugal, recolheu ao Hospital Júlio de Matos, sendo transferido um mês depois para a Prisão de Caxias, de onde foi transferido a 23 de maio do mesmo ano para a Fortaleza de Peniche. Foi posto em liberdade, amnistiado na sequência da necessidade do regime se aproximar dos Aliados vitoriosos na Segunda Guerra Mundial, em 1 de novembro de 1945, por força do Decreto-Lei n.º 35041, de 18 de outubro de 1945, que concedeu amnistia e indulto a determinados crimes contra a segurança exterior e interior do Estado. Ainda no contexto desse relativo relaxamento das restrições impostas à oposição, poucos dias depois, foi um dos oradores do comício realizado no Teatro Avenida: de Viseu, onde pela primeira vez depois do advento do salazarismo foi possível à oposição democrática de Viseu manifestar-se num acto público.
Após a sua libertação viu-se em situação económica difícil, sem haveres ou rendimentos que lhe permitissem subsistir. Foi empregado do comércio em Lisboa e depois em Viseu e trabalhou na Seara Nova com  Câmara Reys e Manuel Ricardo. Acabou por se fixar na Quinta das Mestras, nos arredores de Vila da Feira, em casa da sua filha mais velha, onde durante algum tempo leccionou num colégio particular, de onde foi despedido por pressão da polícia política quando foi descoberto o seu passado oposicionista.
Entre as suas publicações contam-se duas monografias, uma de carácter memorialista e de descrição geográfica intitulada Poucos Conhecem os Açores (publicada em 1942), com prefácio de Câmara Reys, outra, de carácter político, intitulada Palavras Sem Eco (publicada em 1960). Esta sua útima obra, contendo uma recolha de escritos de opinião da sua autoria publicados na imprensa, foi apreendido pela PIDE.
Faleceu na Quinta das Mestras, Vila da Feira, em 1961, vítima de uma hemorragia cerebral. Após o 25 de Abril de 1974, foi restituído, postumamente, no posto e na Arma de onde tinha sido demitido e o seu nome figurou na toponímia da cidade de Viseu.
Foi casado com Florinda Cerqueira de Mesquita (nascida a 28 de abril de 1886) e teve duas filhas. A mais nova, Maria Amélia Cerqueira Martins Correia, casou com o advogado e antifascista Fernando Mouga.